# Иљушин Ил-32
Иљушин Ил-32 је била тешка совјетска десантна једрилица направљена после Другог светског рата могла је да пренесе 60 падобранаца са пуном ратном спремом или 7.000 kg терета

## Пројектовање и развој
После Другог светског рата у Совјетском Савезу се посветило доста пажње ваздушно десантним јединицама а у том склопу и развоју транспортних авиона и једрилица. У току рата совјети су имали доста искуства са пројектовањем и израдом једрилица које су достизале носивост и до 2,5 тоне. Министарски савет је наложио ОКБ Иљушин да од 20. септембра 1947. почне са пројектом једрилице носивости 7.000 kg. Пројект и прототип под називом Ил-32 су завршени у рекордном року и већ 20. августа 1948. године обављен је први пробни лет ове једрилице.

### Технички опис
Једрилица Ил-32 је била потпуно металне конструкције од алуминијума, била је једнокрилна са високо постављеним крилом. Стајни трап је био фиксан система „трицикл“ са предњом носном ногом. Трап је омогућавао да једрилица „клекне“ на носни или репни део што знатно олашава утовар или истовар терета из једрилице. Носни и репни део су могли да се отворе на десну страну (бок) за угао од 95°. Попречни пресек трупа је правоугаон тако да се може максимално искористити унутрашњи простор једрилице. Под приземљене једрилице је био 650 mm удаљен од тла. Димензије товарног простора једрилице је био: висина 2,6 m, ширина 2,8 m, а дужина 11,25 m.

## Оперативно коришћење
До оперативног коришћења ове једрилице није дошло јер тада у совјетском ваздухопловству није постојао одговарајући четворомоторни тегљач. Планирано је да једрилицу вуче авион Ту-75 транспортни авион развијен на основу бомбардера Ту-4, или Иљушин Ил-18с Аш73 транспортни авион са клипним моторима из 1946. године, пошто су оба пројекта ових авиона напуштена то је и једрилица остала без тегљача. Експериментални лет једрилице са тегљачем Ил-18 је обављен и она је полетела са укупном тежином од 16.600 kg, постигла је максималну брзину од 327 km/h на надморској висини од 3.000 метара и задовољила све услове предвиђене пројектним задатком и на томе је остало. Тада расположиви транспортни авион Иљушин Ил-12 није имао довољно снаге да тегли ову једрилицу, а покушаји са два авиона Ил-12 су били сувише опасни за сва три учесника у покушају. Из тог разлога ова једрилица је остала само прототип. Касније више није постојала потреба за овом врстом једрилица јер је превоз великих терета вршен огромним транспортним авионима Ан-12, Ил-76Т и Ил-96-400Т.

## Земље које користе овај авион
| - СССР |